# Saaleaue

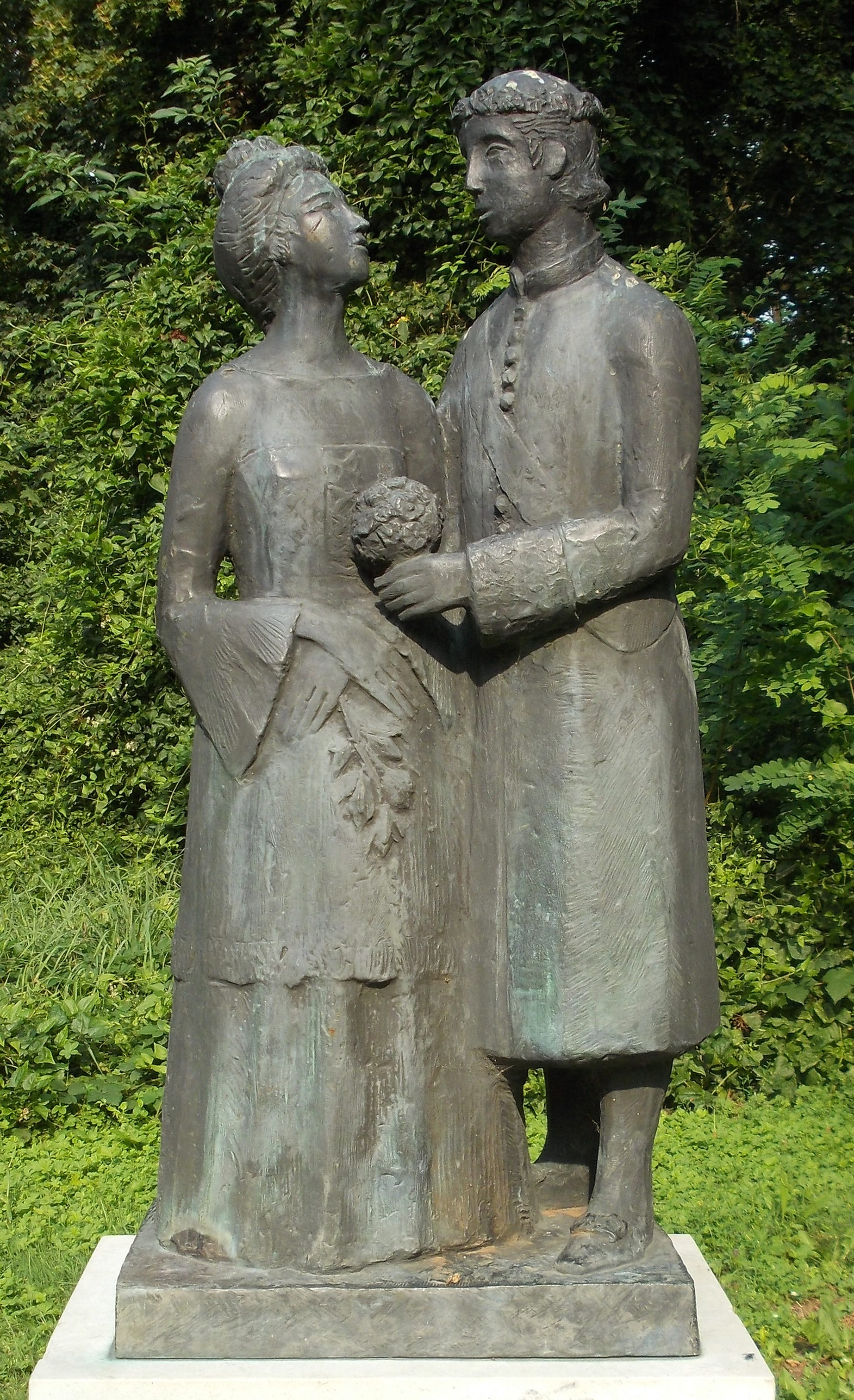
Skulptur „Hallorenbrautpaar“ im Park an der Saline

Saaleaue ist ein Stadtteil im Stadtbezirk West von Halle (Saale). Am 31. Dezember 2016 hatten in dem 5,26 km² großen Stadtteil 641 Personen ihren Wohnsitz.

## Lage
Die Begrenzung des Stadtteils verläuft zunächst im Osten am linken Saaleufer, entlang der Straße An der Schleuse, einschließlich des Universitätssportplatzes und der Ziegelwiese, bis zur Nordspitze der Peißnitzinsel. Im Westen verläuft die Grenze entlang des Gimritzer Damms über das Rennbahnkreuz und weiter entlang der B80. Im Süden an der Grenze zum Saalekreis wird  der Stadtteil durch die Bahnstrecke Halle–Hann. Münden abgeschlossen.
Angrenzende Stadtteile und -viertel
- Im Norden: Kröllwitz und Giebichenstein
- Im Osten: Nördliche Innenstadt, Südliche Innenstadt, Gesundbrunnen und Böllberg/Wörmlitz
- Im Westen: Südliche Neustadt, Nördliche Neustadt, Heide-Süd

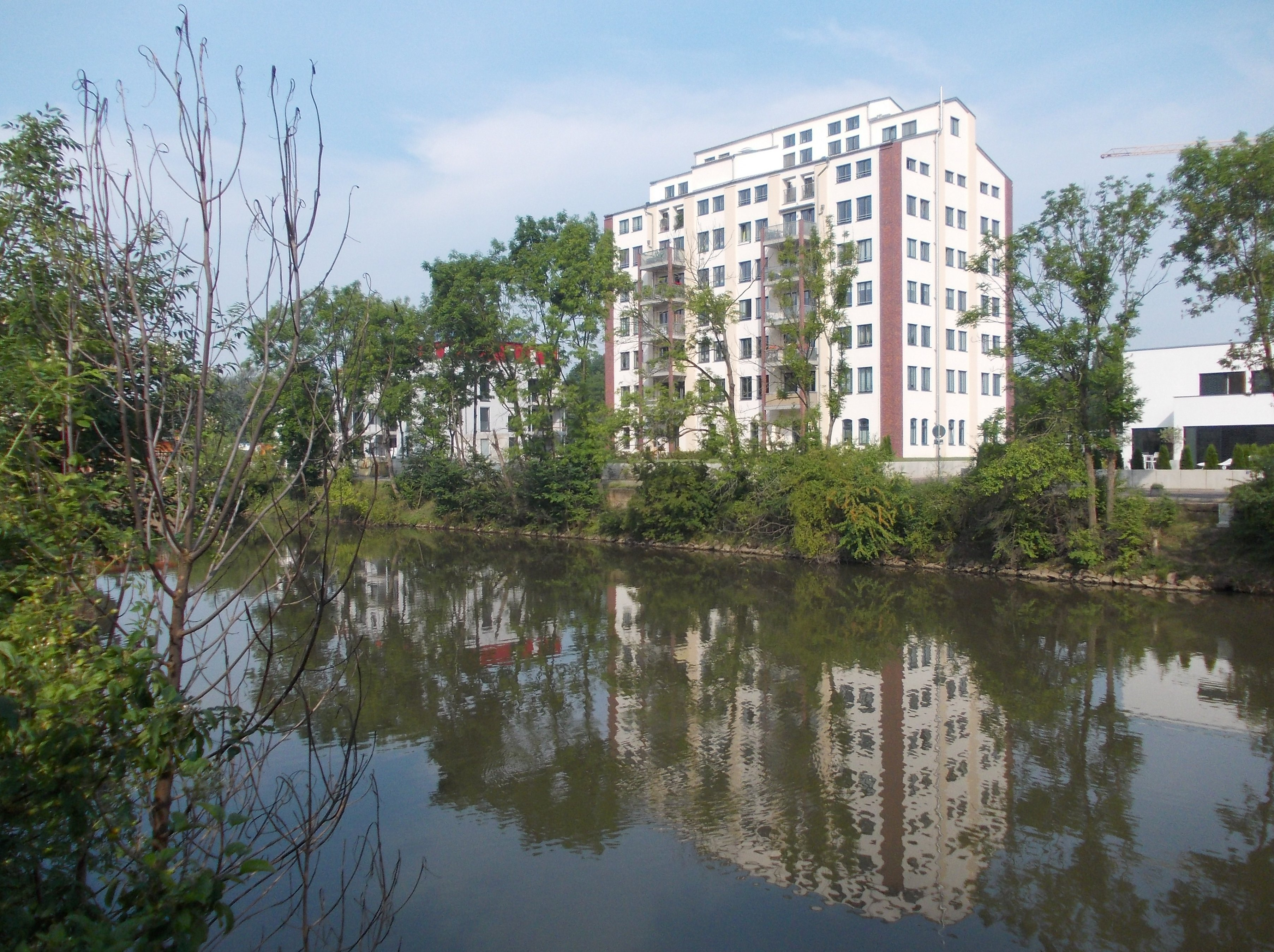
Zum Wohnhaus umgebauter Hochspeicher am Sophienhafen

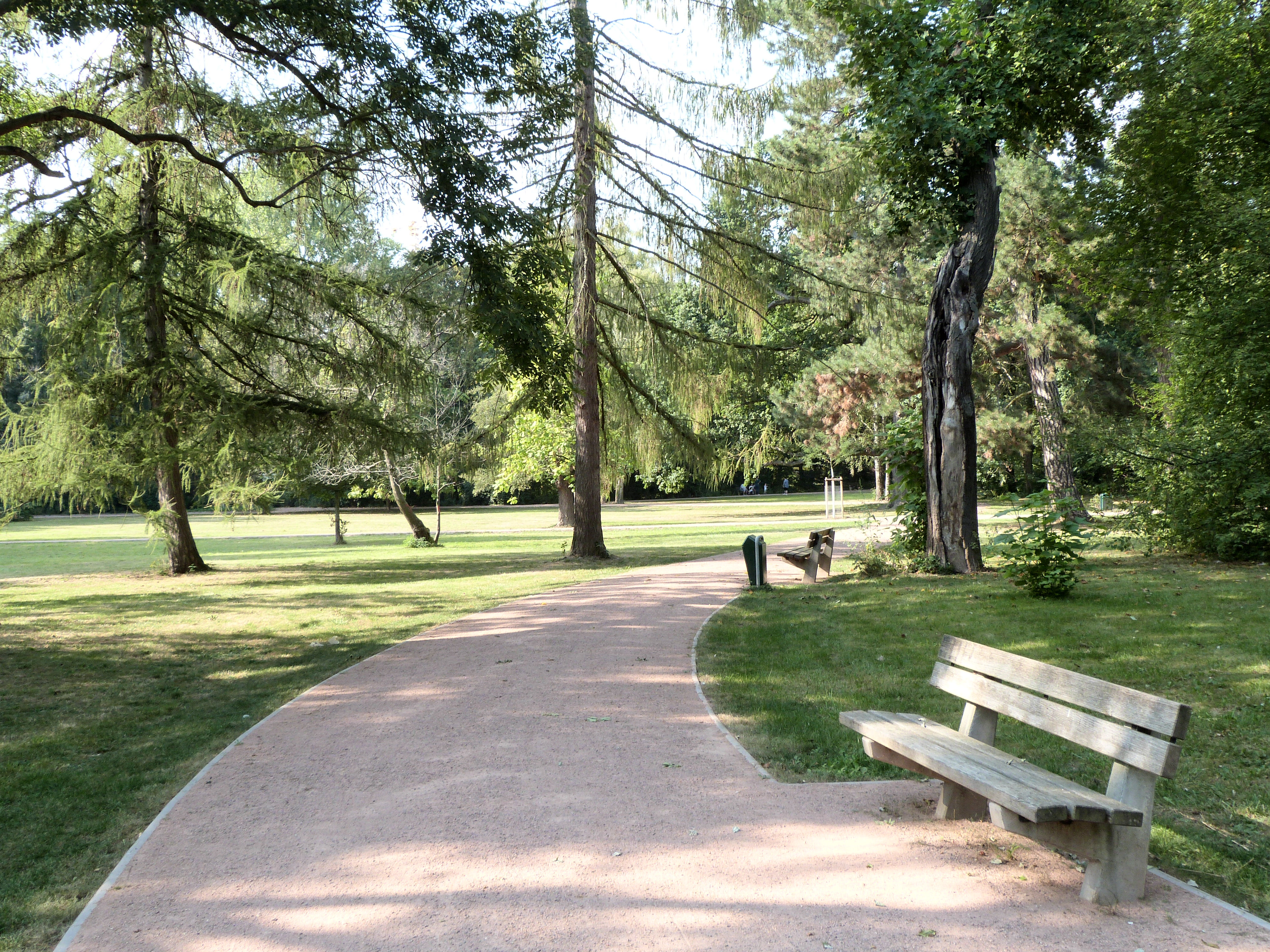
Gimritzer Park auf der Peißnitzinsel

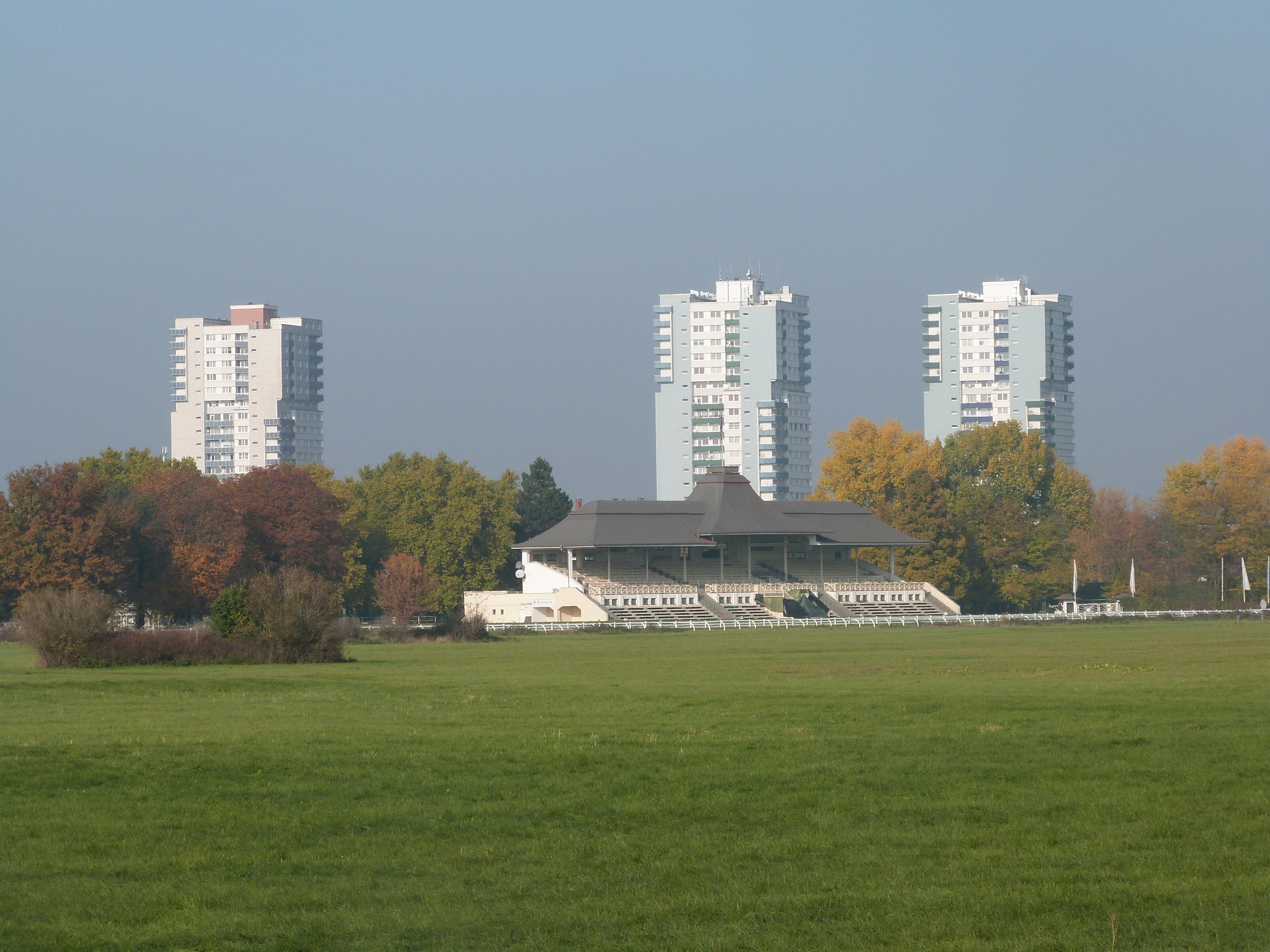
Galopprennbahn Halle

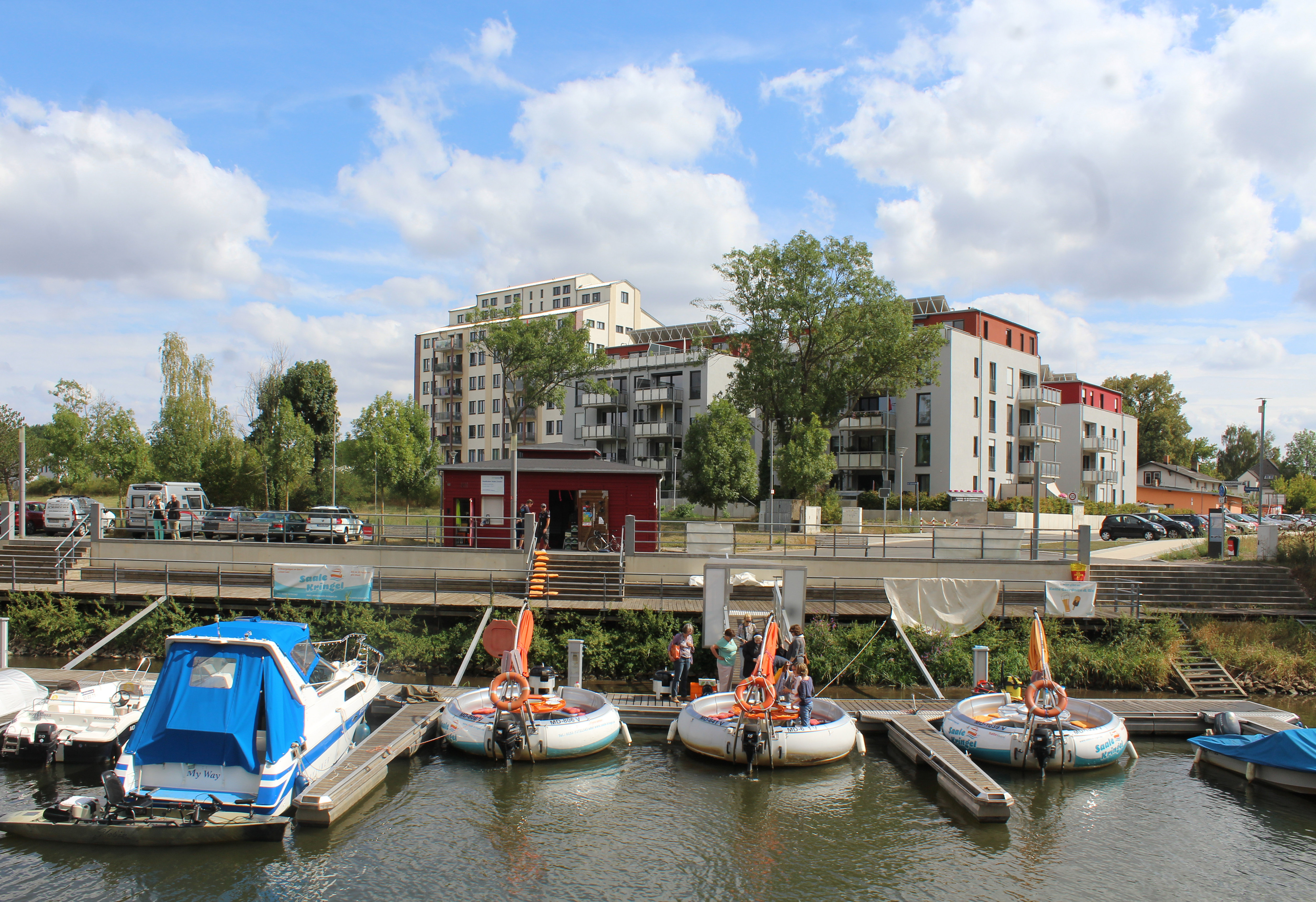
Der neue Stadthafen

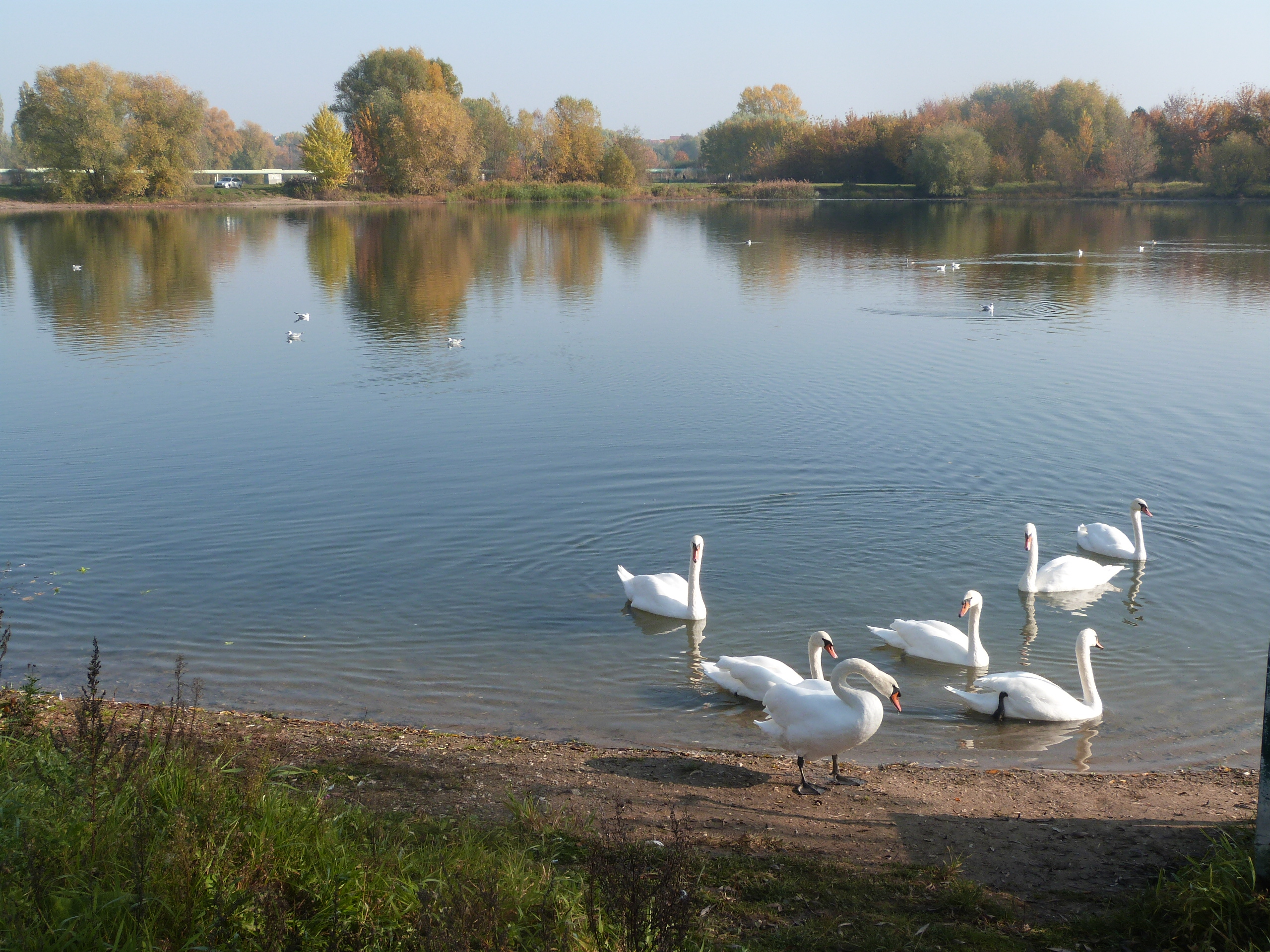
Nördliche Kiesgrube

## Wohngebiete
Wohngebiete in diesem naturnahen Stadtteil befinden sich innerhalb des westlichen Teils der historischen Klaustorvorstadt, die von der Stadt Halle als sogen. Stadtquartier ausgewiesen wurde.
Das betrifft hier insbesondere die Hafenstraße und das Wohngebiet am Sophienhafen. Die Hafenstraße weist auf der östlichen Straßenseite Bebauung aus der Gründerzeit auf. An der westlichen Straßenseite wurde ein achtstöckiges Wohnhaus errichtet, eine Senioren-Anlage ist geplant.
Das neue Wohngebiet an der Straße Am Sophienhafen wurde in den Jahren ab 2014 errichtet. Ein Hochspeicher wurde hier zu einem Wohnhaus umgebaut; es entstanden Einfamilienhäuser und vier Stadthäuser.
In der Mansfelder Straße gehört nur die nördliche Straßenseite zwischen der Saale und dem Rennbahnkreuz zum Stadtteil Saaleaue. Hier stehen vor allem sanierte Geschäftshäuser.
Im ehemaligen Gut Gimritz auf der Peißnitzinsel befindet sich heute das Altenpflegeheim „Am Mühlenhof“.

## Naherholungs- und Freizeitareal
Der Stadtteil schließt mit der Mittleren Saaleaue das bedeutendste innerstädtische Naherholungsgebiet ein, das gleichzeitig ein wichtiger Bestandteil des Grünverbundes der Saaleaue ist. Sie ist deshalb als Landschaftsschutzgebiet ausgewiesen.
Man findet hier die Peißnitzinsel mit vielfältigen Freizeitanlagen, u. a. Spielplätzen, einer Freilichtbühne, der Parkeisenbahn und Gastronomie. Die angrenzende Ziegelwiese, eine Binneninsel zwischen Stromsaale und Mühlgraben, ist ein beliebtes Freizeitareal mit einem Teich und einer 80 Meter hohen Fontäne. Der Gimritzer Park mit seinem wertvollen Altbaumbestand ist ebenfalls Teil dieses  Naherholungsgebietes.
Auf der sog. Saline-Insel, einer von der Saale und der Elisabethsaale umflossenen Binneninsel, findet man den Park an der Saline, das Halloren- und Salinemuseum, die Saline-Schwimmhalle und das Saline-Freibad. Ebenfalls befindet sich hier der Holzplatz, eine ehemalige Stätte der Soleförderung und der alte Lagerplatz für Holz und Kohle für die Salzproduktion. 
Nach vierjähriger Bauzeit entstand aus dem 1891 errichteten Gasometer des ehemaligen Gaswerks auf dem Holzplatz das neue Planetarium Halle (Saale). Es wurde am 30. März 2023 eröffnet.
Über die Salineinsel verläuft von der Hafenbahnbrücke bis zum Sophienhafen, wo ein neuer Bootsanleger für Sportboote – der Stadthafen Halle (Saale) – entstanden ist, die letzte Teilstrecke der sogenannten Hafenbahntrasse, einem touristischen Fuß- und Radweg, der am Hauptbahnhof beginnt. 
Der von April bis Oktober geöffnete Stadthafen verfügt über Stromanschlüsse an den Liegeplätzen, Sanitäreinrichtungen sowie eigene Parkplätze und wird durch einen Hafenmeister betreut.
Die Pulverweiden im Süden der Saline-Insel  sind seit 1994 ein geschützter Landschaftsbestandteil, benannt nach einer ehemaligen Pulvermühle aus dem 16./17. Jahrhundert. 1895 bis 1901 wurde das Areal als Park mit Ringteich um die Pfaueninsel gestaltet.
In der Saaleaue befindet sich auch die hallesche Pferderennbahn mit ihrem imposanten, 1913 errichteten Tribünengebäude.

## Gewässer
Der Stadtteil wird in erster Linie durch die Saale mit ihren Seitenarmen (Elisabethsaale, Wilde Saale, Gerbersaale, Mühlgraben) bestimmt, die das Stadtgebiet von Süden nach Norden durchfließen und dabei Flussschleifen und Binneninseln bilden.
Südlich der Rennbahn gibt es mehrere Gewässer: „Kanal“ und „Alter Kanal“ sind Reste eines unvollendeten Schifffahrtsprojektes aus dem 20. Jahrhundert, westlich davon befinden sich zwei ehemalige Kiesgruben. Der Kanal wird seit den 1960er Jahren als Regattastrecke genutzt; die aus dem Nord- und Südtrog bestehende Kiesgrube Saaleaue dient vor allem den Einwohnern der Neustadt als Badesee. Sowohl die Kanäle als auch die Kiesgruben sind zudem beliebte Angelgewässer.
Zwischen der Peißnitzinsel und der Saline-Insel, gegenüber dem Sophienhafen, befindet sich die Schleuse Gimritz, eine Schiffsschleuse der Bundeswasserstraße Saale bei Saale-km 92,30.

## Naturschutzgebiete
Auf dem Gebiet des Stadtteils befinden sich zwei ausgewiesene Naturschutzgebiete:
- NSG Nordspitze Peißnitz mit dem Kennzeichen NSG 0138
- NSG Rabeninsel und Saaleaue bei Böllberg mit dem Kennzeichen NSG 0165, das teilweise zum Stadtteil Saaleaue gehört

## Sonstiges
Die bis zu 1,5 km breite bogenförmige Auenlandschaft des Stadtteils ist alljährlich mehrwöchiges Überschwemmungsgebiet. Zum Schutz vor Hochwasser wurde 1935 der „Passendorfer Damm“ aufgeschüttet; die Bundesstraße 80 verläuft parallel zu diesem.
Am 17. Oktober 1971 kam der Schauspieler Peter Sindermann, Stiefsohn des DDR-Politikers Horst Sindermann, bei einem Flugzeugabsturz in der Saaleaue ums Leben.